# Futsalnationalmannschaft der Vereinigten Staaten
Die Futsalnationalmannschaft der Vereinigten Staaten ist eine repräsentative Auswahl US-amerikanischer Futsalspieler. Die Mannschaft vertritt den US-amerikanischen Fußballverband bei internationalen Begegnungen. Das Team gehört zu den stärksten Teams der CONCACAF und gewann zweimal die CONCACAF-Meisterschaft. Zudem ist die Mannschaft das erfolgreichste Team aus Nord- und Zentralamerika bei Futsal-Weltmeisterschaften.

## Abschneiden bei Turnieren
In den Vereinigten Staaten hat sich bereits in den 1970ern eine spezielle Form des Hallenfußballs entwickelt, so dass es kein Problem darstellte, auch im Futsal zu den ersten Nationen zu gehören. 1989 wurde das Team zur ersten FIFA-Weltmeisterschaft eingeladen und kam dabei bis ins Halbfinale. In der Zwischenrunde besiegten die Nordamerikaner unter anderem den späteren Weltmeister Brasilien mit 5:3. Drei Jahre später in Hongkong erreichte die Mannschaft das Finale. In der Zwischenrunde wurde gegen die Brasilianer zwar noch ein Unentschieden erzielt, im Endspiel unterlagen die USA jedoch dem Titelverteidiger mit 1:4. 1996 schieden sie in der Vorrunde aus, für die WM 2000 gelang nicht einmal die Qualifikation. 2004 folgte die vierte Teilnahme am Turnier, wobei man allerdings punktlos in der Zwischenrunde ausschied. Bei der WM 2008 konnten sich die USA zwar qualifizieren, schieden aber wieder sieglos in der Vorrunde aus. 2012 und 2016 gelang die Qualifikation erneut nicht.
Bei den Kontinentalmeisterschaften der CONCACAF gewann man von sieben Austragungen (1996, 2004). 2000 und 2008 schloss man das Turnier jeweils auf dem 3. Platz ab; 2016 verpasste man erstmals die Qualifikation.

### Futsal-Weltmeisterschaft
- 1989 – 3. Platz
- 1992 – 2. Platz von sieben
- 1996 – Vorrunde
- 2000 – nicht qualifiziert
- 2004 – Zwischenrunde
- 2008 – Vorrunde
- 2012 – nicht qualifiziert
- 2016 – nicht qualifiziert
- 2021 – Vorrunde
- 2024 – nicht qualifiziert

### Futsal-CONCACAF-Meisterschaft
- 1996 – CONCACAF-Meister
- 2000 – 3. Platz
- 2004 – CONCACAF-Meister
- 2008 – 3. Platz
- 2012 – Vorrunde
- 2016 – nicht qualifiziert
- 2021 – 2. Platz
- 2024 – Viertelfinale